# Mohnia exquisita
Mohnia exquisita är en snäckart som först beskrevs av Dall 1913.  Mohnia exquisita ingår i släktet Mohnia och familjen valthornssnäckor. Inga underarter finns listade i Catalogue of Life.